# Galbulo

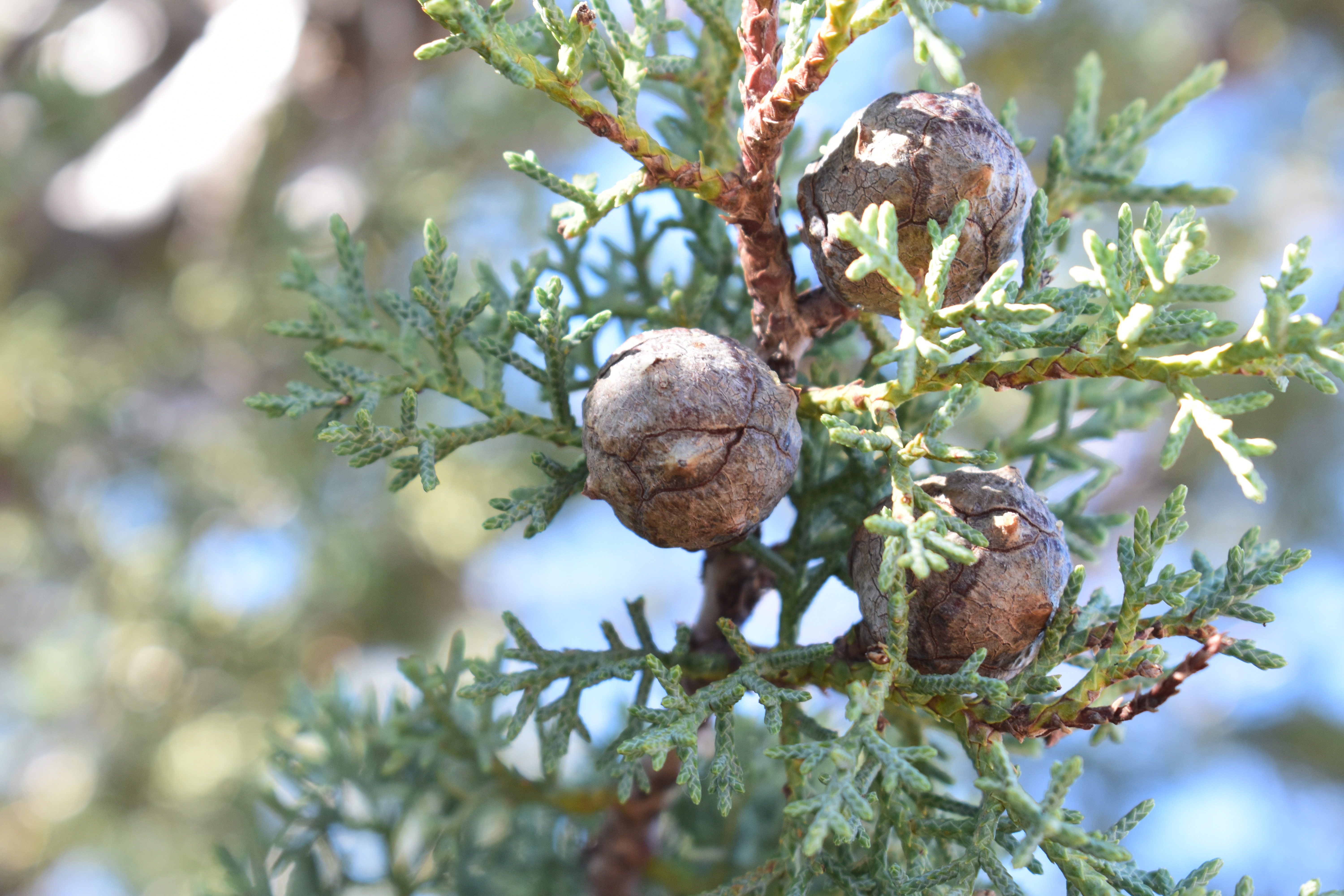
Gazzozzole di Cupressus arizonica

Il gàlbulo o coccola, in alcune regioni d'Italia gazzozzola è lo strobilo legnoso caratteristico delle Cupressaceae. Questi  presentano una forma più o meno arrotondata, risultano leggermente cerate, resinose e ricche di tannini catechici responsabili delle proprietà astringenti e vasocostrittrici. Date queste caratteristiche, possono essere assunte dall'uomo a scopo medico per via interna (tramite l'utilizzo di un infuso) o esterna (tramite lavaggi e impacchi con un infuso più concentrato) nel trattamento delle affezioni del sistema venoso, in particolar modo varici ed emorroidi. 
L'infuso di gazzozzole, inoltre, risulta efficace come tonico vescicale e per questo utilizzato come rimedio nell'enuresi notturna.